# 99 aC
El 99 aC va ser un any del calendari romà prejulià. En aquell temps, era conegut com a any del consolat d'Albí i d'Antoni  (o, més rarament, any 655 ab urbe condita o de la fundació de la ciutat). L'ús del nom «99 aC» per referir-se a aquest any es remunta a l'alta edat mitjana, quan el sistema Anno Domini va ser el mètode de numeració dels anys més comú a Europa.

## Esdeveniments

### Àsia Menor
- Ariarates VIII és proclamat rei de Capadòcia, succeint al seu germà Ariarates VII. Era molt jove, i el país va quedar sota la regència de la seva mare Laodice, que es va casar amb Nicomedes III Evergetes de Bitínia. El marit també va assolir la regència del país, i va aprofitar per dominar la Paflagònia.[2]

### Antiga Roma
- Aulus Postumi Albí i Marc Antoni l'Orador són elegits cònsols a Roma. Durant el seu govern es va aprovar un senatusconsultum sobre un tema religiós, relatiu al fet de què s'havien mogut les llances de Mart, segons explica Aulus Gel·li.[3][4]
- Ciceró diu d'Aulus Postumi Albí que era un bon orador.[5]
- Sext Tici, tribú de la plebs amb idees sedicioses, va intentar seguir el camí d'Apuleu Saturní i Glàucia que havien mort l'any anterior (100 aC). Se li va oposar el cònsol Marc Antoni l'orador.
- Ciceró fa de Marc Antoni un dels principals oradors a l'obra De Oratore, i pel que en diu el text, el seu estil era eloqüent i natural, no artificial, i es distingia per la seva força i energia.[6]
- Gai Mari abandona Roma en no poder evitar el retorn de l'exili del seu enemic Quint Cecili Metel Numídic, va anar a Capadòcia i a Galàcia. En absència va ser escollit àugur, nomenament que es feia per cooptació.[7]

## Necrològiques
- Ariarates VII de Capadòcia, suposadament enverinat per un emissari de Mitridates VI Eupator del Pont, i el va succeir el seu germà Ariarates VIII sota regència de la seva mare Laodice.[2]